# Catuna albidior
Catuna albidior är en fjärilsart som beskrevs av Rothschild 1918. Catuna albidior ingår i släktet Catuna och familjen praktfjärilar. Inga underarter finns listade i Catalogue of Life.